# 晏坝镇
晏坝镇，是中华人民共和国陕西省安康市汉滨区下辖的一个乡镇级行政单位。
2015年，陕西省民政厅批复同意撤销田坝镇，将新建、胡家沟、双溪、联坪、雷公坡5个村划归晏坝镇。

## 行政区划
晏坝镇下辖以下地区：
新建村、胡家沟村、双溪村、联坪村、雷公坡村、黑虎村、双简村、小沟村、中河村、金龙村、中坝村、太山庙村、新田垭村、桂坪村、唐台村、竹园村和黄坪村。